# Grupy Oporu „Solidarni”
Grupy Oporu „Solidarni” – niezależna organizacja działająca w latach 80. XX wieku, związana z podziemnymi strukturami NSZZ „Solidarność”, w tym Regionalną Komisją Wykonawczą NSZZ „Solidarność” Regionu Mazowsze. Na tle innych struktur podziemnych cechowała się radykalizmem.

## Geneza
Pierwsze struktury organizacji stworzył na przełomie zimy i wiosny 1982 Teodor Klincewicz. Grupy miały prowadzić działalność o charakterze tajnym, w reakcji na rozbicie struktur legalnej „Solidarności” po ogłoszeniu stanu wojennego.

## Działalność
Najważniejszą częścią działalności Grup były akcje ulotkowe i nadawania krótkich audycji przez ukryte w miejscach publicznych nadajniki. Ponadto Grupy posiadały sekcję legalizacyjną odpowiadającą za przygotowanie dokumentów dla ukrywających się członków opozycji oraz sekcję transportową, która odbierała przemycaną do Polski pomoc techniczną (powielacze, materiały do druku) i sekcję techniczną. Pierwotnie organizacja nosiła nazwę „Grupy Specjalne” RKW Mazowsze.
Zasadniczą część grupy stanowiły tzw. grupy miejskie (ulotkowe), które koordynowali w początkowym okresie Teodor Klincewicz, Wojciech Fabiński, Jacek Juzwa, Grzegorz Jaczyński, Piotr Mazurek, Andrzej Niedek i Janusz Ramotowski. Dodatkowo jedną z grup prowadził Wiktor Świercz, jedną Piotr Rzewuski.
Grupa kierowana przez Andrzeja Niedka tworzona była jeszcze w 1981 (wówczas pod nazwą „Kraj”), w pierwszym okresie była grupą najbardziej aktywną. Jej członkiem był m.in. Bolesław Jabłoński, liczyła ok. 30 osób. Grupa Wiktora Świercza (tzw. grupa „Waldeczków”) liczyła ok. 20 osób, należeli do niej m.in. Marek Głowacki, Stanisław Cegliński, Ryszard Nachiło. Grupa Jacka Juzwy liczyła ok. 30 osób, należeli do niej m.in. Marek Harasiuk i Marek Gajek. Grupa Piotra Rzewuskiego powstała w kręgu Międzyzakładowego Komitetu Koordynacyjnego NSZZ „Solidarność”, od czerwca 1982 działała w ramach Grup Specjalnych, liczyła ok. 20 osób, została rozbita po aresztowaniach jesienią 1982 r. Członkami grup byli także m.in. Paweł Smoleński, Bogdan Sawicki, Waldemar Różycki, Piotr Rutkowski.
Ulotki wzywające do oporu społecznego rozrzucano od wiosny 1982, pierwszy nadajnik z audycją (przemówieniem Zbigniewa Bujaka) wyemitowano 1 sierpnia 1982 na Cmentarzu Wojskowym na Powązkach. 27 września 1982 na murach obronnych Starego Miasta w Warszawie umieszczono tablicę ku czci ofiar demonstracji 3 maja 1982.
Sekcja legalizacyjna działała do zatrzymania Teodora Klincewicza w marcu 1983. Należeli do niej m.in. Jacek Ebert, Bogusław Koc, Jerzy Gumowski i Ewa Brykowska. M.in. wykonała dla Zbigniewa Bujaka dowód osobisty.
Sekcją techniczną kierowali Janusz Ramotowski, Grzegorz Jaczyński i Piotr Izgarszew. Sekcja wykonywała m.in. nadajniki (tzw. gadały) dla audycji emitowanych w miejscach publicznych, petardy, kolce w celu uniemożliwienia przejazdów pojazdom ZOMO.
Sekcję odpowiadającą za odbiór transportów z pomocą dla organizacji podziemnych zorganizował Wojciech Fabiński, z którym współpracowali Janusz Ramotowski i Bogdan Sawicki. Transporty te organizował w Szwecji Marian Kaleta, a kierowcami byli przede wszystkim bracia Sven Järn i Lennart Järn. Wśród współpracowników sekcji byli m.in. Ewa i Krzysztof Kuranowie, Zenon Barejko, Jan Otkałło, Marek Parol, Roman Romaszko.
Po aresztowaniach jesienią 1982, na początku 1983 r. doszło do reorganizacji grup miejskich. Poza grupami Andrzeja Niedka i Wiktora Świercza, powstały nowe grupy, którymi kierowali Marek Gajek i Lech Godziński. Sekcją techniczną kierował od marca 1983 Piotr Mazurek, który zastąpił Janusza Ramotowskiego. Ten ostatni poświęcił się sekcji transportowej. W ramach Grup powstała także Oficyna Wydawnicza „Rytm”, którą kierowali Teodor Klincewicz i Marian Kotarski (po latach ujawniono, że ten ostatni był w rzeczywistości funkcjonariuszem SB, inwigilującym podziemie). Ważnymi pracownikami Oficyny był Bolesław Jabłoński i Tomasz Łabuć-Kubalski.
Od początku 1983 działalność grup koordynowali Teodor Klincewicz, Grzegorz Jaczyński, Jacek Juzwa, Piotr Mazurek i Andrzej Niedek. Klincewicz został aresztowany w marcu 1983, zwolniono go w lipcu 1983. Kierownictwo nad grupami miejskimi przejął wówczas Andrzej Niedek, który podporządkował sobie większość grup (poza grupą Wiktora Świercza). Po zwolnieniu na czele Grup stanął ponownie Teodor Klincewicz, którego wspierała w akcjach miejskich grupa Wiktora Świercza i Wojciecha Nachiły. Jesienią 1983 r. Andrzej Niedek ujawnił się, działalności zaprzestała grupa Marka Gajka, powrócił natomiast do Grup zwolniony latem 1983 r. Piotr Rzewuski, którego zastępcą w grupie miejskiej został Mariusz Zieliński. Piotr Mazurek zorganizował poligrafię grup.
W 1984 r. organizacja posługiwała się nazwą Grupy Ulotkowe. W lutym 1985, najprawdopodobniej w wyniku intrygi SB, z Grup odszedł Piotr Rzewuski, którego zastąpił Mariusz Zieliński. Z Grup odszedł także Wiktor Świercz.
Na początku 1985 r. organizacja przyjęła nazwę Grupy Oporu „Solidarni”, formalnie stała się też niezależna od RKW Mazowsze, ale w dalszym ciągu współpracowała z podziemnymi strukturami „Solidarności”. Od kwietnia 1985 grupy wydawały gazetę ulotkową „Kurier Mazowsza”.
W sekcji transportu Janusza Ramotowskiego, który wyemigrował do Francji, zastąpił Zenon Barejko. Wśród aktywnych uczestników grup miejskich byli m.in. Mariusz Zieliński, Wojciech Nachiło, Lech Godziński, Jacek Górski, Michał Mirecki, Mieszko Zieliński, Piotr Izgarszew, Krzysztof Frydrych, Konrad Falęcki.
W II połowie lat 80. Grupy wykonywały spektakularne akcje ulotkowe, połączone z wywieszaniem wielkoformatowych transparentów (z hasłami np. „Widmo komunizmu krąży nad światem, Solidarność z Afganistanem”, „Solidarność zwycięży”, „Żądamy pluralizmu związkowego”, „Ceny STOP. Żądamy reformy gospodarczej”, „Solidarność Była, Jest, Będzie”) podczas pielgrzymki Jana Pawła II do Polski w 1987 r. Ostatnia audycja została nadana w kwietniu 1988 r., akcje transparentowe trwały nieprzerwanie do 1989 (wykonywano je także na zlecenie Konfederacji Polski Niepodległej).
W całym okresie działalności z Grupami związanych było ok. 250-300 osób.